# Hans Martin Kümmel
Hans Martin Kümmel (* 30. Dezember 1937 in Zürich; † 30. Juli 1986 bei Tittling) war ein deutscher Altorientalist und Professor in Marburg.
Hans Martin Kümmel war der zweite Sohn des Theologen Werner Georg Kümmel; er studierte in Marburg und Münster Altorientalistik, Indologie und Religionswissenschaft. Mit einer hethitologischen Dissertation wurde er 1966 bei Heinrich Otten promoviert. Danach wurde er Assistent von Wolfgang Röllig an der Universität Tübingen und habilitierte sich dort mit einer prosopographischen Arbeit zum spätbabylonischen Uruk. Ab 1975 arbeitete er an der Universität Hamburg, und 1980 wurde er Ottens Nachfolger in Marburg. 1986 starb er bei einem Verkehrsunfall in Bayern.
Sein Bruder ist der Medizinhistoriker Werner Friedrich Kümmel, sein Sohn der Indogermanist Martin Joachim Kümmel.

## Schriften
- Ersatzrituale für den hethitischen König (= Studien zu den Boǧazköy-Texten. Band 3). Harrassowitz, Wiesbaden 1967.
- Familie, Beruf und Amt im spätbabylonischen Uruk (= Abhandlungen der Deutschen Orientgesellschaft. Band 20). Mann, Berlin 1979.
- Nichtliterarische Texte in akkadischer Sprache (= Keilschrifttexte aus Boghazköi. Band 28). Mann, Berlin 1985.